# Сладкая репа
«Сладкая репа» — короткометражный мультфильм Инны Пшеничной и Анатолия Солина, первый мультфильм из цикла «Русские сатирические сказки» (часто упоминаемого в сети под названием «Вертепъ») Текст читает народный артист РСФСР Георгий Вицин.

## Сюжет
Снят по сюжету русской народной сказки, разыгранной в вертепе.
Пошёл как-то крестьянин по имени Фадей прогуляться на чужое поле и увидел что на нём растёт огромная репа, стал он тогда думать как украдёт эту репу, продаст на базаре и заработает много денег. Пока Фадей мечтал, на поле пришёл сторож и прогнал его.

## Съёмочная группа
| Автор сценария            | Анатолий Солин                                                        |
| Кинорежиссёр              | Инна Пшеничная                                                        |
| Художник-постановщик      | Михаил Старченко                                                      |
| Оператор                  | Владимир Милованов                                                    |
| Композитор                | Анатолий Киселёв                                                      |
| Звукооператор             | Нелли Кудрина                                                         |
| Текст от автора читает    | Георгий Вицин                                                         |
| Художники-мультипликаторы | Владимир Никитин, Алексей Штыхин, О. Святкова, А. Черепов             |
| Художники                 | Л. Двинина, Е. Сударикова, Е. Дулова, Светлана Андреева, А. Василевка |
| Монтажёр                  | Галина Дробинина                                                      |
| Редактор                  | Татьяна Бородина                                                      |
| Директор картины          | Е Бобровская                                                          |

## Интересный факт
В 1992 году планировалось издать комикс по сюжету мультфильма, но он так и не был издан из-за смены главного редактора издательства.